# Liste der Monuments historiques in Duranus
Die Liste der Monuments historiques in Duranus führt die Monuments historiques in der französischen Gemeinde Duranus auf.

## Liste der Objekte

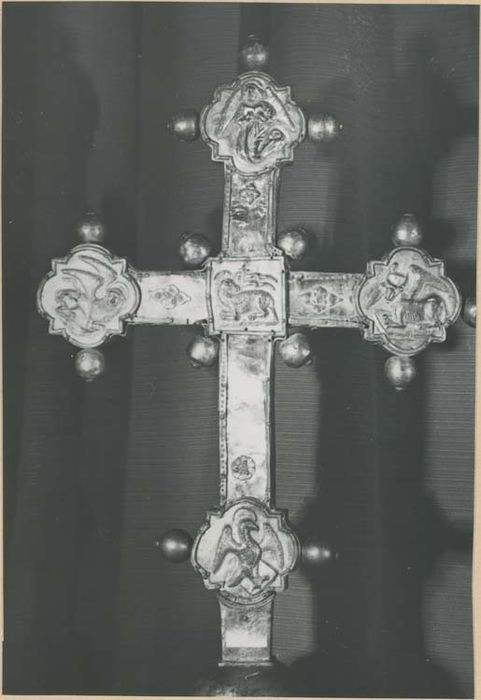
Rückseite des Kreuzes

| Bezeichnung      | Beschreibung                                                            | Standort | Kennzeichnung | Schutzstatus | Datum | Bild |
| ---------------- | ----------------------------------------------------------------------- | -------- | ------------- | ------------ | ----- | ---- |
| Prozessionskreuz | Silber und Kupfer, vergoldet, 15. Jahrhundert; in der Kapelle St-Michel | (Lage)   | PM06000210    | Classé       | 1982  |      |